# NHL 13
NHL 13 — двадцать вторая видеоигра из серии NHL от EA Sports в жанре хоккейный симулятор, разработанная для консолей PlayStation 3, Xbox 360. Игра вышла 11 сентября 2012 года в Северной Америке и 13 сентября в остальном мире. Гэри Торн и Билл Клемент комментируют игру.

## Лицо на обложке
Впервые в истории серии, игрок попавший на обложку игры определялся голосованием хоккейных болельщиков на официальном сайте НХЛ. Компания по выбору игрока проходила с 29 марта по 4 июня 2012. 20 июня на церемонии вручения призов НХЛ было объявлено, что победителем голосования стал форвард Филадельфии Флайерз Клод Жиру.

## Нововведения[2]
- True Performance Skating — новая модель движения на коньках, включающая более 1000 новых движений.
- EA SPORTS Hockey I.Q. — новая система искусственного интеллекта управляет поведением игроков.
- GM Connected — виртуальная хоккейная лига, основанная на базе одиночного режима Be a GM.
- NHL Moments Live — возможность переиграть моменты из реальных матчей НХЛ сезона 2011/2012 и 2012/2013.

## Лиги и команды
Как и в NHL 12, в игре представлено 7 профессиональных лиг и 3 юниорских.
- / НХЛ
- / АХЛ
- Немецкая хоккейная лига
- Шведская элитная серия
- Чешская экстралига
- Финская СМ-Лига
- Швейцарская национальная лига
- КХЛ: Главная юниорская хоккейная лига Квебека, Хоккейная лига Онтарио, Западная хоккейная лига

В игре присутствуют сборные команды, но из-за отсутствия лицензии ИИХФ у команд нет официальных форм.
Как обычно включены команды матча звёзд Канадской хоккейной лиги.
В игру добавлены следующие матчи:
- Матч всех звёзд НХЛ 2012 с участием сборных Хары и Альфредссона.
- Матч зимней классики НХЛ 2012 между Филадельфией Флайерз и Нью-Йорк Рейнджерс.

## Саундтрек
| Артист               | Композиция                          |
| -------------------- | ----------------------------------- |
| Anti-Flag            | «Broken Bones»                      |
| Arkells              | «Whistleblower»                     |
| Band of Skulls       | «The Devil Takes Care of His Own»   |
| My Darkest Days      | «Save Yourself»                     |
| Bassnectar           | «Pennywise Tribute»                 |
| Classified           | «Run with Me»                       |
| Foxy Shazam          | «I Like It»                         |
| The Gaslight Anthem  | «45»                                |
| The Hives            | «I Want More (NHL '13 Mix)»         |
| The Offspring        | «Days Go By»                        |
| Seether              | «Simplest Mistake»                  |
| Shinedown            | «Bully»                             |
| Thousand Foot Krutch | «Light Up the Sky»                  |
| Zombie Nation        | «Kernkraft 400 (Stadium Chant Mix)» |

## Демоверсия
Демоверсия вышла 21 августа 2012 в Северной Америке и на следующий день в Европе. Версия для Xbox 360 доступна на Xbox Live Marketplace, а для Playstation 3 на PlayStation Store.

## Отзывы
| Сводный рейтинг | Сводный рейтинг | Сводный рейтинг |
| Издание         | Оценка          | Оценка          |
| Издание         | PS3             | Xbox 360        |
| --------------- | --------------- | --------------- |
| GameRankings    | 83,88 %         | 82,83 %         |